# Metropolia Bordeaux
Metropolia Bordeaux – metropolia Kościoła rzymskokatolickiego w południowo-zachodniej Francji. Powstała w III wieku, obecnie obejmuje jedną archidiecezję i cztery diecezje. Od 2001 godność metropolity sprawuje kardynał Jean-Pierre Ricard. Najważniejszą świątynią jest katedra w Bordeaux. 

## Diecezje metropolii
- archidiecezja Bordeaux
- diecezja Agen
- diecezja Aire i Dax
- diecezja Bayonne (-Lescar e Oloron)
- diecezja Périgueux (-Sarlat)